# 法務官 (自衛隊)
法務官（ほうむかん、Legal Officer）とは、自衛隊の各幕僚監部や各級司令部に置かれて法務を掌る自衛官の職名である。旧日本陸軍および海軍の法務官とは異なり、法曹資格の有無は問われない。

## 統合幕僚監部の法務官
2006年（平成18年）3月27日に発足した統合幕僚監部には首席法務官1名が置かれている。また、首席法務官の下に首席法務官付法務官や首席法務官付法務班長が置かれている。2006年（平成18年）3月27日任命分では、首席法務官は1等海佐、首席法務官付法務官は1等海佐及び1等空佐各1名、首席法務官付法務班長は1等陸佐が充てられた。
首席法務官の所掌事務は次のとおりである（防衛省組織令（昭和29年政令第178号）第72条）。
1. 統合幕僚監部に係る訴訟、損害賠償及び損失補償に関すること。
2. 例規案その他特に命ぜられた重要な文書の審査に関すること。
3. 統合幕僚監部の所掌事務の遂行に必要な法令の調査及び研究に関すること。

統合幕僚監部の首席法務官については、「統合幕僚監部の人物一覧」を参照。

## 陸上幕僚監部の法務官
以前の陸上幕僚監部では、法務は監理部法務課が掌っていたが、2006年（平成18年）3月27日付で「法務官」として独立した。各幕僚監部中では唯一、「首席法務官」ではなく「法務官」と称している。法務官1名が置かれている。法務官の下に副法務官（2006年（平成18年）3月27日任命分は1等陸佐及び2等陸佐各1名。）が置かれている。
法務官の所掌事務は次のとおりである（防衛省組織令第104条）。
1. 訴訟、損害賠償及び損失補償に関すること。
2. 職員の災害補償に関すること。
3. 例規案その他特に命ぜられた重要な文書の審査に関すること。
4. 陸上幕僚監部の所掌事務の遂行に必要な法令の調査及び研究に関すること。

| 代 | 氏名     | 在任期間              | 出身校・期                | 前職                                             | 後職                                       |
| -- | -------- | --------------------- | ------------------------- | ------------------------------------------------ | ------------------------------------------ |
| 01 | 藤野毅   | 2006.3.27 - 2007.3.26 | 防大18期                  | 陸上自衛隊研究本部幹事 兼 企画室長               | 陸上自衛隊関東補給処長 兼 霞ヶ浦駐屯地司令 |
| 02 | 佐藤正   | 2007.3.27 - 2009.3.23 | 防大22期                  | 自衛隊福岡地方協力本部長                         | 陸上自衛隊輸送学校長                       |
| 03 | 有吉登聖 | 2009.3.24 - 2010.3.28 | 防大24期                  | 東部方面総監部幕僚副長                           | 第8師団副師団長 兼 北熊本駐屯地司令        |
| 04 | 菊池哲也 | 2010.3.29 - 2012.3.29 | 中央大学 昭和57年卒       | 北部方面総監部人事部長                           | 陸上自衛隊高等工科学校長 兼 武山駐屯地司令 |
| 05 | 林田和彦 | 2012.3.30 - 2014.3.27 | 北九州市立大学 昭和55年卒 | 統合幕僚監部首席法務官                           | 退職                                       |
| 06 | 甲斐芳樹 | 2014.3.28 - 2015.8.3  | 防大28期                  | 北部方面総監部幕僚副長                           | 第11旅団長                                 |
| 07 | 軽部真和 | 2015.8.4 - 2017.8.1   | 早稲田大学 昭和58年卒     | 第14旅団副旅団長                                 | 退職                                       |
| 08 | 坂本知司 | 2017.8.1 - 2019.8.22  | 防大29期                  | 第9師団副師団長 兼 青森駐屯地司令                | 退職                                       |
| 09 | 七嶋剛士 | 2019.8.23 - 2022.3.16 | 防大34期                  | 北部方面総監部人事部長                           | 富士教導団長                               |
| 10 | 篠村和也 | 2022.3.17 - 2024.3.27 | 防大33期                  | 第2師団副師団長 兼 旭川駐屯地司令                | 陸上自衛隊高等工科学校長 兼 武山駐屯地司令 |
| 11 | 惠谷昇平 | 2024.3.28 -           | 防大35期                  | 陸上自衛隊富士学校副校長 兼 諸職種協同センター長 |                                            |

## 海上幕僚監部の法務官
以前の海上幕僚監部では法務は監理部法務課が掌っていたが、2002年（平成14年）3月22日付で「首席法務官」として独立し首席法務官1名が置かれている。その所掌事務は次のとおりである（防衛省組織令第132条）。海上自衛隊の特殊性から、他の幕僚監部の法務官と異なり、海難審判に関することも所掌事務となっている。
1. 訴訟、損害賠償、損失補償及び海難審判に関すること。
2. 例規案その他特に命ぜられた重要な文書の審査に関すること。
3. 海上幕僚監部の所掌事務の遂行に必要な法令の調査及び研究に関すること。

首席法務官（1等海佐）はLegal Affairs Generalと、法務室長（1等海佐）はDirector of the Legal Officers, Office of the Staff Legal Affairs Generalとそれぞれ英訳される。
| 代 | 氏名     | 在任期間                | 出身校・期              | 前職                                                   | 後職                   |
| -- | -------- | ----------------------- | ----------------------- | ------------------------------------------------------ | ---------------------- |
| 01 | 冨山薫孝 | 2002.3.22 - 2002.7.31   | 茨城大学・ 20期幹候     | 海上幕僚監部監理部法務課長                             | 退職（海将補昇任）     |
| 02 | 松永 寛  | 2002.8.1 - 2004.12.19   | 防大15期                | 海上幕僚監部付                                         | 退職（海将補昇任）     |
| 03 | 角田伸吾 | 2004.12.20 - 2006.12.19 | 防大19期                | 佐世保地方総監部管理部長                               | 徳島教育航空群司令     |
| 04 | 武田孝充 | 2006.12.20 - 2009.12.14 | 明治学院大学・ 30期幹候 | 海上幕僚監部付                                         | 海上自衛隊警務隊司令   |
| 05 | 酒井将治 | 2009.12.15 - 2012.4.2   | 大阪大学・ 30期幹候     | 統合幕僚監部首席法務官                                 | 退職（海将補昇任）     |
| 06 | 黒澤聖二 | 2012.4.2 - 2014.3.22    | 防大27期                | 自衛隊徳島地方協力本部長                               | 統合幕僚監部首席法務官 |
| 07 | 春花和広 | 2014.3.23 - 2015.3.25   | 防大27期                | 海上幕僚監部付                                         | 小月教育航空群司令     |
| 08 | 沼田良亨 | 2015.3.26 - 2017.11.30  | 防大28期                | 海上幕僚監部首席法務官付法務室長 兼 海上自衛隊幹部学校 | 退職（海将補昇任）     |
| 09 | 坂本太郎 | 2017.12.1 - 2019.11.30  | 42期幹候                | 海上幕僚監部首席法務官付法務室長 兼 海上自衛隊幹部学校 | 小月教育航空群司令     |
| 10 | 森下治彦 | 2019.12.1 - 2021.12.7   | 駒沢大学・ 40期幹候     | 自衛隊情報保全隊情報保全官                             | 沖縄基地隊司令         |
| 11 | 加治 勇  | 2021.12.8 -             | 神奈川大学・ 45期幹候   | 海上幕僚監部首席法務官付法務室長                       |                        |

## 航空幕僚監部の法務官
航空幕僚監部には首席法務官1名が置かれている。その所掌事務は次のとおりである（防衛省組織令第160条）。
1. 訴訟、損害賠償及び損失補償に関すること。
2. 例規案その他特に命ぜられた重要な文書の審査に関すること。
3. 航空幕僚監部の所掌事務の遂行に必要な法令の調査及び研究に関すること。

| 代 | 氏名     | 在任期間              | 出身校・期            | 前職                                                | 後職                              |
| -- | -------- | --------------------- | --------------------- | --------------------------------------------------- | --------------------------------- |
| 01 | 森田公治 | 2006.3.27 - 2007.7.31 | 防大23期              | 航空幕僚監部総務部法務課長                          | 第2高射群司令                     |
| 02 | 谷井修平 | 2007.8.1 - 2009.3.23  | 日本大学・ 70期幹候   | 航空総隊司令部防衛部防衛課長                        | 第1輸送航空隊司令 兼 小牧基地司令 |
| 03 | 遠藤秀一 | 2009.3.24 - 2011.4.14 | 防大25期              | 統合幕僚監部総務部人事教育課長                      | 航空システム通信隊司令            |
| 04 | 松谷淳一 | 2011.4.15 - 2013.3.27 | 同志社大学・ 73期幹候 | 統合幕僚監部総務部人事教育課長                      | 航空自衛隊第2術科学校長           |
| 05 | 吉居宏   | 2013.3.28 - 2015.7.31 | 防大28期              | 航空幕僚監部総務部総務課 情報公開・個人情報保護室長 | 第4高射群司令                     |
| 06 | 竹平哲也 | 2015.8.1 - 2017.3.30  | 防大30期              | 第5高射群司令                                       | 退職（空将補昇任）                |
| 07 | 湯瀨邦彦 | 2017.3.31 - 2018.10.2 | 専修大学・ 76期幹候   | 南西航空混成団司令部幕僚長                          | 退職（空将補昇任）                |
| 08 | 柴田利明 | 2018.10.3 - 2020.10.8 | 防大32期              | 航空支援集団司令部総務部長                          | 第4高射群司令                     |
| 09 | 山下愛仁 | 2020.10.9 - 2023.3.15 | 駒澤大学・ 80期幹候   | 航空自衛隊幹部学校航空研究センター長                | 退職（空将補昇任）                |
| 10 | 右田竜治 | 2023.3.16 -           | 防大35期              | 航空教育隊司令 兼 防府南基地司令                    |                                   |

## 各級司令部の法務官
陸上総隊司令部及び方面総監部並びに師団司令部及び旅団司令部には、「陸上総隊司令部、方面総監部、師団司令部及び旅団司令部組織規則」（昭和34年総理府令第62号）第26条により、法務官1名が置かれることとなっている。その所掌事務は次のとおりである。
1. 訴訟、損害賠償及び損失補償に関すること。
2. 隊員の災害補償に関すること。
3. 例規案その他特に命ぜられた重要な文書の審査に関すること。
4. 法令の調査及び研究に関すること。

「航空総隊司令部、航空支援集団司令部、航空教育集団司令部、航空開発実験集団司令部、航空方面隊司令部及び航空団司令部組織規則」（平成元年総理府令第10号）第18条の2、第29条の13及び第57条の14により、航空総隊司令部及び航空支援集団司令部並びに航空方面隊司令部には法務官各1名が置かれることとなっている。その所掌事務は共通で次のとおりである。
1. 訴訟、損害賠償及び損失補償に関すること。
2. 例規案その他特に命ぜられた重要な文書の審査に関すること。
3. 法令の調査及び研究に関すること。